# Campionat d'Europa de natació
El Campionat d'Europa de natació es duu a terme des de l'any 1926 i l'organitza la Lliga Europea de Natació (LEN). Des del 1950 es realitza cada quatre anys, des del 1981 cada dos i des del 2000 tots els anys parells.
Les proves de natació del Campionat d'Europa tenen lloc ean piscines de 50 metres de longitud.
El programa de competició inclou proves de natació (diversos estils i distàncies, proves individuals i de relleus), salts de trampolí (individuals i per parelles) i natació sincronitzada (individual i per equips). El waterpolo i la natació en aigües obertes també formaren part del campionat fins que van crear el seu propi campionat per separat.
També existeix el Campionat d'Europa de natació en piscina curta, que se celebra anualment i es realitza en una piscina de 25 metres.

## Edicions
| Edició         | Any  | Seu                  | País                    |
| -------------- | ---- | -------------------- | ----------------------- |
| I              | 1926 | Budapest             | Hongria                 |
| II             | 1927 | Bolonya              | Itàlia                  |
| III            | 1931 | París                | França                  |
| IV             | 1934 | Magdeburg            | Alemanya                |
| V              | 1938 | Londres              | Anglaterra              |
| VI             | 1947 | Mònaco               | Mònaco                  |
| VII            | 1950 | Viena                | Àustria                 |
| VIII           | 1954 | Torí                 | Itàlia                  |
| IX             | 1958 | Budapest             | Hongria                 |
| X              | 1962 | Leipzig              | RDA                     |
| XI             | 1966 | Utrecht              | Països Baixos           |
| XII            | 1970 | Barcelona            | Catalunya               |
| XIII           | 1974 | Viena / Amsterdam    | Àustria / Països Baixos |
| XIV            | 1977 | Jönköping            | Suècia                  |
| XV             | 1981 | Split                | Iugoslàvia              |
| XVI            | 1983 | Roma                 | Itàlia                  |
| XVII           | 1985 | Sofia / Oslo         | Bulgària / Noruega      |
| XVIII          | 1987 | Estrasburg           | França                  |
| XIX            | 1989 | Bonn                 | RFA                     |
| XX detalls     | 1991 | Atenes               | Grècia                  |
| XXI detalls    | 1993 | Sheffield            | Anglaterra              |
| XXII detalls   | 1995 | Viena                | Àustria                 |
| XXIII detalls  | 1997 | Sevilla              | Espanya                 |
| XXIV detalls   | 1999 | Istanbul             | Turquia                 |
| XXV detalls    | 2000 | Hèlsinki             | Finlàndia               |
| XXVI detalls   | 2002 | Berlín               | Alemanya                |
| XXVII detalls  | 2004 | Madrid               | Espanya                 |
| XXVIII detalls | 2006 | Budapest             | Hongria                 |
| XXIX detalls   | 2008 | Eindhoven            | Països Baixos           |
| XXX detalls    | 2010 | Budapest             | Hongria                 |
| XXXI detalls   | 2012 | Debrecen / Eindhoven | Hongria / Països Baixos |
| XXXII detalls  | 2014 | Berlín               | Alemanya                |
| XXXIII detalls | 2016 | Londres              | Anglaterra              |
| XXXIV detalls  | 2018 | Glasgow              | Escòcia                 |

1. ↑   Com a part dels Campionats d'Esports d'Europa

## Taula de medalles
| Pos.  | País           | Or    | Plata | Bronze | Total |
| 1     | Rússia         | 179   | 107   | 74     | 360   |
| 2     | Alemanya       | 159   | 157   | 121    | 437   |
| 3     | RDA            | 143   | 115   | 68     | 326   |
| 4     | Hongria        | 111   | 95    | 70     | 276   |
| 5     | Unió Soviètica | 97    | 87    | 79     | 263   |
| 6     | Itàlia         | 93    | 108   | 159    | 360   |
| 7     | Regne Unit     | 87    | 95    | 118    | 300   |
| 8     | França         | 85    | 85    | 81     | 251   |
| 9     | Països Baixos  | 77    | 89    | 80     | 246   |
| 10    | Suècia         | 62    | 74    | 66     | 202   |
| 11    | Ucraïna        | 49    | 59    | 63     | 171   |
| 12    | RFA            | 41    | 33    | 48     | 122   |
| 13    | Espanya        | 30    | 51    | 48     | 129   |
| 14    | Dinamarca      | 29    | 20    | 31     | 80    |
| 15    | Polònia        | 19    | 16    | 21     | 56    |
| 16    | Àustria        | 12    | 16    | 18     | 46    |
| 17    | Finlàndia      | 12    | 6     | 12     | 30    |
| 18    | Romania        | 8     | 24    | 32     | 64    |
| 19    | Noruega        | 6     | 8     | 5      | 19    |
| 20    | Belarús        | 5     | 8     | 15     | 28    |
| 21    | Bèlgica        | 5     | 6     | 16     | 27    |
| 22    | Grècia         | 4     | 9     | 19     | 32    |
| 23    | Irlanda        | 4     | 6     | 1      | 11    |
| 24    | Sèrbia         | 4     | 1     | 0      | 5     |
| 25    | Eslovàquia     | 3     | 11    | 2      | 16    |
| 26    | Suïssa         | 3     | 4     | 15     | 22    |
| 27    | Bulgària       | 3     | 3     | 9      | 15    |
| 28    | Iugoslàvia     | 2     | 15    | 13     | 30    |
| 29    | Croàcia        | 2     | 7     | 7      | 16    |
| 30    | Eslovènia      | 2     | 5     | 10     | 17    |
| 31    | Lituània       | 2     | 5     | 6      | 13    |
| 32    | Txecoslovàquia | 2     | 4     | 12     | 18    |
| 33    | Txèquia        | 2     | 0     | 15     | 17    |
| 34    | Israel         | 1     | 4     | 8      | 13    |
| 35    | Illes Fèroe    | 0     | 3     | 0      | 3     |
| 36    | Islàndia       | 0     | 2     | 1      | 3     |
| 36    | Portugal       | 0     | 2     | 1      | 3     |
| 38    | Estònia        | 0     | 1     | 0      | 1     |
| 39    | Armènia        | 0     | 0     | 1      | 1     |
| 39    | Turquia        | 0     | 0     | 1      | 1     |
| Total | Total          | 1.343 | 1.341 | 1.346  | 4.030 |

## Medallistes catalans
| Nom                                                                | Leipzig RDA 1962             | Utrecht Països Baixos 1966   | Barcelona Catalunya 1970                                                                                             | Atenas Grècia 1991          | Sheffield Anglaterra 1993    | Viena Àustria 1995    | Helsinki Finlàndia 2000                                                         | Berlin Alemanya 2002                         | Madrid Espanya 2004                            | Budapest (Hongria) 2006                          | Eindhoven (Paisos Baixos) 2008                           | Budapest (Hongria) 2010                                          | Debrecen (Hongria) Eindhoven (Paisos Baixos) 2012          | Berlin (Alemanya) 2014 | Londres (Regne Unit) 2016                                                                             | Glasgow, Edimburg i Luss (Regne Unit) 2018                                                    | Budapest (Hongria) 2020                                                   | Roma (Itàlia) 2022                                             | Belgrado (Sèrbia) 2024                                            |
| ------------------------------------------------------------------ | ---------------------------- | ---------------------------- | --- | --------------------------- | ---------------------------- | --------------------- | ------------------------------------------------------------------------------- | -------------------------------------------- | ---------------------------------------------- | ------------------------------------------------ | -------------------------------------------------------- | ---------------------------------------------------------------- | ---------------------------------------------------------- | --- | --- | --------------------------------------------------------------------------------------------- | ------------------------------------------------------------------------- | -------------------------------------------------------------- | ----------------------------------------------------------------- |
| Miquel Torres i Bernades                                           | Plata als 1500 metres lliure |                              | |                             |                              |                       |                                                                                 |                                              |                                                |                                                  |                                                          |                                                                  |                                                            | | |                                                                                               |                                                                           |                                                                |                                                                   |
| Jaume Monzó Cots                                                   |                              | Plata als 200 metres esquena | |                             |                              |                       |                                                                                 |                                              |                                                |                                                  |                                                          |                                                                  |                                                            | | |                                                                                               |                                                                           |                                                                |                                                                   |
| Santiago Esteva i Escoda                                           |                              |                              | Plata als 100 metres esquena Plata als 200 metres esquena Bronze als 400 metres lliure Bronze als 1500 metres lliure |                             |                              |                       |                                                                                 |                                              |                                                |                                                  |                                                          |                                                                  |                                                            | | |                                                                                               |                                                                           |                                                                |                                                                   |
| Sergi López i Miró                                                 |                              |                              | | Bronze als 200 metres braça |                              |                       |                                                                                 |                                              |                                                |                                                  |                                                          |                                                                  |                                                            | | |                                                                                               |                                                                           |                                                                |                                                                   |
| Sílvia Parera i Carrau                                             |                              |                              | |                             | Bronze als 200 metres estils |                       |                                                                                 |                                              |                                                |                                                  |                                                          |                                                                  |                                                            | | |                                                                                               |                                                                           |                                                                |                                                                   |
| Ivette María Tato                                                  |                              |                              | |                             |                              | 4 x 100 metres estils |                                                                                 |                                              |                                                |                                                  |                                                          |                                                                  |                                                            | | |                                                                                               |                                                                           |                                                                |                                                                   |
| Mireia Garcia Sànchez                                              |                              |                              | |                             |                              |                       | Bronze als 200 metres papallona                                                 |                                              |                                                |                                                  |                                                          |                                                                  |                                                            | | |                                                                                               |                                                                           |                                                                |                                                                   |
| David Meca i Medina                                                |                              |                              | |                             |                              |                       | Plata als 25 quilometres aigües obertes Bronze als 5 quilometres aigües obertes |                                              |                                                |                                                  |                                                          |                                                                  |                                                            | | |                                                                                               |                                                                           |                                                                |                                                                   |
| Nom                                                                | 1962                         | 1966                         | 1970 | 1991                        | 1993                         | 1995                  | 2000                                                                            | 2002                                         | 2004                                           | 2006                                             | 2008                                                     | 2010                                                             | 2012                                                       | 2014 | 2016                                                                                                  | 2018                                                                                          | 2020                                                                      | 2022                                                           | 2024                                                              |
| Gemma Mengual i Civil                                              |                              |                              | |                             |                              |                       | Plata al duet Bronze al solo                                                    | Plata al duet Plata a l'equip Bronze al solo | Or a la combinada Plata al duet Bronze al solo | Plata al solo Plata al duet Plata a la combinada | Or al solo Or al duet Or a l'equip Or a la combinada     |                                                                  |                                                            | | |                                                                                               |                                                                           |                                                                |                                                                   |
| Laura Roca Montalà Melissa Caballero Ayasse Tatiana Rouba Bieniarz |                              |                              | |                             |                              |                       |                                                                                 | Plata al 4 x 200 metres lliure               | Or al 4 x 200 metres lliure                    |                                                  |                                                          |                                                                  |                                                            | | |                                                                                               |                                                                           |                                                                |                                                                   |
| Erika Villaécija i García                                          |                              |                              | |                             |                              |                       |                                                                                 | Plata al 4 x 200 metres lliure               | Or al 4 x 200 metres lliure                    |                                                  | Plata als 800 metres lliure Plata als 1500 metres lliure | Bronze als 1500 lliure                                           | Bronze als 1500 metres lliure                              | | |                                                                                               |                                                                           |                                                                |                                                                   |
| Andrea Fuentes i Fache                                             |                              |                              | |                             |                              |                       |                                                                                 | Plata a l'equip                              | Or a la combinada Plata a l'equip              | Plata a l'equip Plata a la combinada             | Or al duet Or a l'equip Or a la combinada                | Plata al solo Plata al duet Plata a l'equip Plata a la combinada | Or a l'equip Or a la combinada Plata al solo Plata al duet | | |                                                                                               |                                                                           |                                                                |                                                                   |
| Irina Rodríguez Álvarez                                            |                              |                              | |                             |                              |                       |                                                                                 | Plata a l'equip                              | Or a la combinada Plata a l'equip              | Plata a l'equip Plata a la combinada             | Or a l'equip Or a la combinada                           | Plata a la combinada                                             |                                                            | | |                                                                                               |                                                                           |                                                                |                                                                   |
| Gisela Morón Rovira                                                |                              |                              | |                             |                              |                       |                                                                                 |                                              | Or a la combinada Plata a l'equip              | Plata a l'equip Plata a la combinada             | Or a la combinada                                        |                                                                  |                                                            | | |                                                                                               |                                                                           |                                                                |                                                                   |
| Tina Fuentes i Fache                                               |                              |                              | |                             |                              |                       |                                                                                 |                                              | Or a la combinada Plata a l'equip              | Plata a l'equip Plata a la combinada             |                                                          |                                                                  |                                                            | | |                                                                                               |                                                                           |                                                                |                                                                   |
| Mireia Belmonte i Garcia                                           |                              |                              | |                             |                              |                       |                                                                                 |                                              |                                                |                                                  | Or als 200 metres estils Bronze als 200 metres papallona |                                                                  | Or als 1500 metres lliure Plata als 400 metres lliure      | Or als 1500 metres lliure Or als 200 metres papallona Plata als 800 metres lliure Plata als 400 metres estils Bronze als 400 metres lliure Bronze als 5 quilometres aigües obertes | Plata als 1500 metres lliure Plata al 4 x 200 metres lliure Bronze als 400 metres lliure              |                                                                                               |                                                                           |                                                                |                                                                   |
| Nom                                                                | 1962                         | 1966                         | 1970 | 1991                        | 1993                         | 1995                  | 2000                                                                            | 2002                                         | 2004                                           | 2006                                             | 2008                                                     | 2010                                                             | 2012                                                       | 2014 | 2016                                                                                                  | 2018                                                                                          | 2020                                                                      | 2022                                                           | 2024                                                              |
| Ona Carbonell i Ballestero                                         |                              |                              | |                             |                              |                       |                                                                                 |                                              |                                                |                                                  | Or a l'equip                                             | Plata al duet Plata a l'equip Plata a la combinada               | Or a l'equip Or a la combinada Plata al duet               | Plata al solo Plata a la combinada Bronze al duet Bronze a l'equip | |                                                                                               | Bronze a la rutina tècnica per equips                                     |                                                                |                                                                   |
| Cristina Salvador González                                         |                              |                              | |                             |                              |                       |                                                                                 |                                              |                                                |                                                  |                                                          | Plata a l'equip Plata a la combinada                             |                                                            | Plata a la combinada Bronze a l'equip | Bronze a la rutina lliure per equips                                                                  |                                                                                               |                                                                           |                                                                |                                                                   |
| Paula Klamburg i Roque                                             |                              |                              | |                             |                              |                       |                                                                                 |                                              |                                                |                                                  |                                                          | Plata a l'equip Plata a la combinada                             | Or a l'equip Or a la combinada                             | Plata a la combinada Bronze al duet Bronze a l'equip | |                                                                                               |                                                                           |                                                                |                                                                   |
| Clara Basiana i Cañellas                                           |                              |                              | |                             |                              |                       |                                                                                 |                                              |                                                |                                                  |                                                          | Plata a l'equip Plata a la combinada                             | Or a l'equip Or a la combinada                             | Plata a la combinada Bronze a l'equip | |                                                                                               |                                                                           |                                                                |                                                                   |
| Irene Montrucchio i Beaus                                          |                              |                              | |                             |                              |                       |                                                                                 |                                              |                                                |                                                  |                                                          | Plata a la combinada                                             | Or a l'equip Or a la combinada                             | | |                                                                                               |                                                                           |                                                                |                                                                   |
| Marina Garcia i Urzainqui                                          |                              |                              | |                             |                              |                       |                                                                                 |                                              |                                                |                                                  |                                                          |                                                                  | Bronze als 100 metres braça                                | | |                                                                                               |                                                                           |                                                                |                                                                   |
| Laia Pons i Areñas                                                 |                              |                              | |                             |                              |                       |                                                                                 |                                              |                                                |                                                  |                                                          |                                                                  | Or a la combinada                                          | | |                                                                                               |                                                                           |                                                                |                                                                   |
| Jessica Vall i Montero                                             |                              |                              | |                             |                              |                       |                                                                                 |                                              |                                                |                                                  |                                                          |                                                                  |                                                            | Bronze als 200 metres braça | Plata als 200 metres braça                                                                            | Plata als 200 metres braça                                                                    |                                                                           |                                                                |                                                                   |
| Judit Ignacio i Sorribes                                           |                              |                              | |                             |                              |                       |                                                                                 |                                              |                                                |                                                  |                                                          |                                                                  |                                                            | Plata als 200 metres papallona | Bronze als 200 metres papallona                                                                       |                                                                                               |                                                                           |                                                                |                                                                   |
| Nom                                                                | 1962                         | 1966                         | 1970 | 1991                        | 1993                         | 1995                  | 2000                                                                            | 2002                                         | 2004                                           | 2006                                             | 2008                                                     | 2010                                                             | 2012                                                       | 2014 | 2016                                                                                                  | 2018                                                                                          | 2020                                                                      | 2022                                                           | 2024                                                              |
| Sara Levy Sellarés                                                 |                              |                              | |                             |                              |                       |                                                                                 |                                              |                                                |                                                  |                                                          |                                                                  |                                                            | Plata a la combinada Bronze a l'equip | |                                                                                               |                                                                           |                                                                |                                                                   |
| Meritxell Mas Pujadas                                              |                              |                              | |                             |                              |                       |                                                                                 |                                              |                                                |                                                  |                                                          |                                                                  |                                                            | Plata a la combinada Bronze a l'equip | Bronze a la rutina lliure per equips                                                                  | Bronze a la rutina combinada                                                                  | Plata a la rutina lliure per equips Bronze a la rutina tècnica per equips |                                                                | Or a la rutina tècnica per equips                                 |
| Berta Ferreras i Sanz                                              |                              |                              | |                             |                              |                       |                                                                                 |                                              |                                                |                                                  |                                                          |                                                                  |                                                            | | Bronze a la rutina lliure per equips Bronze a la rutina lliure mixta Bronze a la rutina tècnica mixta | Bronze a la rutina combinada Bronze a la rutina lliure mixta Bronze a la rutina tècnica mixta | Plata a la rutina lliure per equips Bronze a la rutina tècnica per equips |                                                                | Or a la rutina tècnica per equips                                 |
| Pau Ribes i Culla                                                  |                              |                              | |                             |                              |                       |                                                                                 |                                              |                                                |                                                  |                                                          |                                                                  |                                                            | | Bronze a la rutina lliure mixta Bronze a la rutina tècnica mixta                                      | Bronze a la rutina lliure mixta Bronze a la rutina tècnica mixta                              | Plata a la rutina lliure mixta Plata a la rutina tècnica mixta            | Plata a la rutina lliure mixta Plata a la rutina tècnica mixta |                                                                   |
| Abril Conesa Prieto                                                |                              |                              | |                             |                              |                       |                                                                                 |                                              |                                                |                                                  |                                                          |                                                                  |                                                            | | | Bronze a la rutina combinada                                                                  | Plata a la rutina lliure per equips                                       |                                                                |                                                                   |
| Paula Ramírez Ibáñez                                               |                              |                              | |                             |                              |                       |                                                                                 |                                              |                                                |                                                  |                                                          |                                                                  |                                                            | | | Bronze a la rutina combinada                                                                  | Plata a la rutina lliure per equips Bronze a la rutina tècnica per equips |                                                                |                                                                   |
| Iris Tió i Casas                                                   |                              |                              | |                             |                              |                       |                                                                                 |                                              |                                                |                                                  |                                                          |                                                                  |                                                            | | | Bronze a la rutina combinada                                                                  | Plata a la rutina lliure per equips Bronze a la rutina tècnica per equips |                                                                | Or a la rutina tècnica per equips                                 |
| Emma García García                                                 |                              |                              | |                             |                              |                       |                                                                                 |                                              |                                                |                                                  |                                                          |                                                                  |                                                            | | | Bronze a la rutina combinada                                                                  | Plata a la rutina lliure mixta Plata a la rutina tècnica mixta            | Plata a la rutina lliure mixta Plata a la rutina tècnica mixta | Or al duet lliure mixte Or al duet tècnic mixte                   |
| Meritxell Ferré Gaset                                              |                              |                              | |                             |                              |                       |                                                                                 |                                              |                                                |                                                  |                                                          |                                                                  |                                                            | | |                                                                                               |                                                                           |                                                                | Or a la rutina tècnica per equips                                 |
| Dennis González Boneu                                              |                              |                              | |                             |                              |                       |                                                                                 |                                              |                                                |                                                  |                                                          |                                                                  |                                                            | | |                                                                                               |                                                                           |                                                                | Or al solo tècnic Or al duet lliure mixte Or al duet tècnic mixte |
| Mireia Gonzàlez i Luna                                             |                              |                              | |                             |                              |                       |                                                                                 |                                              |                                                |                                                  |                                                          |                                                                  |                                                            | | |                                                                                               |                                                                           |                                                                | Or al duet lliure mixte Or al duet tècnic mixte                   |
| Nom                                                                | 1962                         | 1966                         | 1970 | 1991                        | 1993                         | 1995                  | 2000                                                                            | 2002                                         | 2004                                           | 2006                                             | 2008                                                     | 2010                                                             | 2012                                                       | 2014 | 2016                                                                                                  | 2018                                                                                          | 2020                                                                      | 2022                                                           | 2024                                                              |

### Medalles dels catalans per esport i categoria
Un total de 38 atletes catalans i catalanes han totalitzat 46 medalles d'or, 75 de plata i 52 de bronze, fent un total de 173 medalles en 19 Campionats d'Europa fins 2024
| Gènere  | Esport                 | Categoria              | Distància          |    | Ors                     |    | Plates                              |   | Bronzes         | Medalles | G       | O  | P  | B  | M   | E                      | O  | P  | B  | M   | C         | O | P  | B  | M  |
| ------- | ---------------------- | ---------------------- | ------------------ | -- | ----------------------- | -- | ----------------------------------- | - | --------------- | -------- | ------- | -- | -- | -- | --- | ---------------------- | -- | -- | -- | --- | --------- | - | -- | -- | -- |
| Masculí | Natació                | Braça                  | 200 metres         |    |                         |    |                                     | 1 | 1991            | 1        | Masculí | 1  | 5  | 3  | 9   | Natació                |    | 4  | 2  | 6   | Braça     |   |    | 1  | 1  |
| Masculí | Natació                | Lliure                 | 400 metres         |    |                         |    |                                     | 1 | 1970            | 1        | Masculí | 1  | 5  | 3  | 9   | Natació                |    |    |    |     | Lliure    |   | 4  | 1  | 5  |
| Masculí | Natació                | Lliure                 | 100 metres         |    |                         | 1  | 1970                                |   |                 | 1        | Masculí | 1  | 5  | 3  | 9   | Natació aigües obertes |    | 1  | 1  | 2   |           |   |    |    |    |
| Masculí | Natació                | Lliure                 | 200 metres         |    |                         | 2  | 1966 1970                           |   |                 | 2        | Masculí | 1  | 5  | 3  | 9   | Natació sincronitzada  | 1  |    |    | 1   |           |   |    |    |    |
| Masculí | Natació                | Lliure                 | 1500 metres        |    |                         | 1  | 1962                                | 1 | 1970            | 2        | Femení  | 39 | 62 | 41 | 142 | Natació                | 8  | 14 | 11 | 33  | Braça     |   | 2  | 2  | 4  |
| Masculí | Natació aigües obertes | Natació aigües obertes | 5 quilòmetres      |    |                         |    |                                     | 1 | 2000            | 1        | Femení  | 39 | 62 | 41 | 142 | Natació                |    |    |    |     | Estils    | 1 | 1  | 2  | 4  |
| Masculí | Natació aigües obertes | Natació aigües obertes | 25 quilòmetres     |    |                         | 1  | 2000                                |   |                 | 1        | Femení  | 39 | 62 | 41 | 142 | Natació                |    |    |    |     | Lliure    | 6 | 10 | 4  | 20 |
| Femení  | Natació                | Braça                  | 100 metres         |    |                         |    |                                     | 1 | 2012            | 1        | Femení  | 39 | 62 | 41 | 142 | Natació                |    |    |    |     | Papallona | 1 | 1  | 3  | 5  |
| Femení  | Natació                | Braça                  | 200 metres         |    |                         | 2  | 2016 2018                           | 1 | 2014            | 3        | Femení  | 39 | 62 | 41 | 142 | Natació aigües obertes |    |    | 1  | 1   |           |   |    |    |    |
| Femení  | Natació                | Estils                 | 200 metres         | 1  | 2008                    |    |                                     | 1 | 1993            | 2        | Femení  | 39 | 62 | 41 | 142 | Natació sincronitzada  | 31 | 48 | 29 | 108 |           |   |    |    |    |
| Femení  | Natació                | Estils                 | 400 metres         |    |                         | 1  | 2014                                |   |                 | 1        | Femení  | 39 | 62 | 41 | 142 | Natació sincronitzada  | 31 | 48 | 29 | 108 | Rutines   | 4 | 5  | 13 | 22 |
| Femení  | Natació                | Estils                 | 4 x 100 metres     |    |                         |    |                                     | 1 | 1995            | 1        | Mixte   | 6  | 8  | 8  | 22  | Natació sinconitzada   | 6  | 8  | 8  | 22  | Rutina    |   | 4  | 4  | 8  |
| Femení  | Natació                | Lliure                 | 400 metres         |    |                         | 1  | 2012                                | 2 | 2014 2016       | 3        | Mixte   | 6  | 8  | 8  | 22  | Natació sinconitzada   | 6  | 8  | 8  | 22  | Duet      | 6 |    |    | 6  |
| Femení  | Natació                | Lliure                 | 800 metres         |    |                         | 2  | 2008 2014                           |   |                 | 2        |         |    |    |    |     |                        |    |    |    |     |           |   |    |    |    |
| Femení  | Natació                | Lliure                 | 1500 metres        | 2  | 2012 2014               | 2  | 2008 2016                           | 2 | 2010 2012       | 6        |         |    |    |    |     |                        |    |    |    |     |           |   |    |    |    |
| Femení  | Natació                | Lliure                 | 4 x 200 metres     | 4  | 2004(4)                 | 5  | 2002(4) 2016                        |   |                 | 9        |         |    |    |    |     |                        |    |    |    |     |           |   |    |    |    |
| Femení  | Natació                | Papallona              | 200 metres         | 1  | 2014                    | 1  | 2014                                | 3 | 2000 2008 2014  | 5        |         |    |    |    |     |                        |    |    |    |     |           |   |    |    |    |
| Femení  | Natació aigües obertes | Natació aigües obertes | 5 quilòmetres      |    |                         |    |                                     | 1 | 2014            | 1        |         |    |    |    |     |                        |    |    |    |     |           |   |    |    |    |
| Femení  | Natació sincronitzada  | Solo                   | Solo               | 1  | 2008                    | 4  | 2006 2010 2012 2014                 | 3 | 2000 2002 2004  | 8        |         |    |    |    |     |                        |    |    |    |     |           |   |    |    |    |
| Femení  | Natació sincronitzada  | Duet                   | Duet               | 2  | 2008(2)                 | 8  | 2000 2002 2004 2006 2010(2) 2012(2) | 2 | 2014(2)         | 12       |         |    |    |    |     |                        |    |    |    |     |           |   |    |    |    |
| Femení  | Natació sincronitzada  | Equip                  | Equip              | 9  | 2008(4) 2012(5)         | 16 | 2002(3) 2004(4) 2006(4) 2010(5)     | 6 | 2014(6)         | 31       |         |    |    |    |     |                        |    |    |    |     |           |   |    |    |    |
| Femení  | Natació sincronitzada  | Combinada              | Combinada          | 15 | 2004(5) 2008(4) 2012(6) | 15 | 2006(5) 2010(6) 2014(4)             |   |                 | 30       |         |    |    |    |     |                        |    |    |    |     |           |   |    |    |    |
| Femení  | Natació sincronitzada  | Rutina                 | Combinada          |    |                         |    |                                     | 6 | 2018(6)         | 6        |         |    |    |    |     |                        |    |    |    |     |           |   |    |    |    |
| Femení  | Natació sincronitzada  | Rutina                 | Lliure per equips  |    |                         | 5  | 2020(5)                             | 2 | 2016(2)         | 7        |         |    |    |    |     |                        |    |    |    |     |           |   |    |    |    |
| Femení  | Natació sincronitzada  | Rutina                 | Tècnica per equips | 4  |                         |    |                                     | 5 | 2020(5)         | 9        |         |    |    |    |     |                        |    |    |    |     |           |   |    |    |    |
| Mixte   | Natació sincronitzada  | Rutina                 | Liure              |    |                         | 4  | 2020(2) 2022(2)                     | 4 | 2016(2) 2018(2) | 8        |         |    |    |    |     |                        |    |    |    |     |           |   |    |    |    |
| Mixte   | Natació sincronitzada  | Rutina                 | Tècnica            |    |                         | 4  | 2020(2) 2022(2)                     | 4 | 2016(2) 2018(2) | 8        |         |    |    |    |     |                        |    |    |    |     |           |   |    |    |    |
| Mixte   | Natació sincronitzada  | Duet                   | Lliure             | 3  |                         |    |                                     |   |                 | 3        |         |    |    |    |     |                        |    |    |    |     |           |   |    |    |    |
| Mixte   | Natació sincronitzada  | Duet                   | Tècnic             | 3  |                         |    |                                     |   |                 | 3        |         |    |    |    |     |                        |    |    |    |     |           |   |    |    |    |

## Multi-medallistes
29 nedadors catalans han obtingut més d'una medalla a la història dels Campionats d'Europa: 20 en natació sincronitzada, 7 en natació 1 en natació en aigües obertes i Mireia Belmonte en natació i natació en aigües obertes
| Atleta                     | Atleta                           | Ors | Ors                                                                                      | Plates | Plates                                                                                                | Bronzes | Bronzes | Medalles |
| -------------------------- | -------------------------------- | --- | ---------------------------------------------------------------------------------------- | ------ | --- | ------- | --- | -------- |
| Andrea Fuentes i Fache     | Natació sincronitzada            | 6   | Duet (2008), equip (2008 i 2012) i combinada (2004, 2008 i 2012)                         | 8      | Solo i duet (2010 i 2012), equip (2002, 2006 i 2010) i combinada (2010)                               |         | | 14       |
| Gemma Mengual i Civil      | Natació sincronitzada            | 5   | Solo, duet i equip (2008) i combinada (2004 i 2008)                                      | 7      | Solo (2006), duet (2000, 2002, 2004 i 2006), equip (2002) i combinada (2006)                          | 3       | Solo (2000, 2002 i 2004) | 15       |
| Mireia Belmonte i Garcia   | Natació i natació aigües obertes | 4   | 200 metres estils (2008), 1500 metres lliure (2012 i 2014) i 200 metres papallona (2014) | 5      | 400 metres lliure (2012), 800 metres lliure i 400 metres estils (2014) i 4 x 200 metres lliure (2016) | 4       | 200 metres papallona (2008), 400 metres lliure (2014 i 2016) i 5 quilòmetres aigües obertes (2014)                                       | 13       |
| Ona Carbonall i Ballestero | Natació sincronitzada            | 3   | Equip (2008 i 2012) i combinada (2012)                                                   | 6      | Solo (2014), duet (2010 i 2012), equip (2010) i combinada (2010 i 2014)                               | 3       | Duet i equip (2014) i rutina tècnica per equips (2020)                                                                                   | 12       |
| Irina Rodríguez Álvarez    | Natació sincronitzada            | 3   | Equip (2008) i combinada (2004 i 2008)                                                   | 5      | Equip (2002, 2004 i 2006) i combinada (2006 i 2010)                                                   |         | | 8        |
| Dennis Gonzàlez Boneu      | Natació sincronitzada            | 3   | Solo tècnic i duets lliure i tècnic mixtes (2024)                                        |        | |         | | 3        |
| Emma Garcia Garcia         | Natació sincronitzada            | 2   | Duet lliure i tècnic mixte (2024)                                                        | 4      | Rutina lliure i tècnica mixtes (2020 i 2022)                                                          | 1       | Rutina combinada (2018) | 7        |
| Paula Klamburg i Roque     | Natació sincronitzada            | 2   | Equip i combinada (2012)                                                                 | 3      | Equip (2010) i combinada (2010 i 2014)                                                                | 2       | Duet i equip (2014) | 7        |
| Gisela Morón Rovira        | Natació sincronitzada            | 2   | Combinada (2004 i 2008)                                                                  | 3      | Equip (2004 i 2006) i combinada (2006)                                                                |         | | 5        |
| Clara Basiana i Cañellas   | Natació sincronitzada            | 2   | Equip i combinada (2012)                                                                 | 1      | Combinada (2014)                                                                                      | 1       | Equip (2014) | 4        |
| Irene Montrucchio i Beaus  | Natació sincronitzada            | 2   | Equip i combinada (2012)                                                                 | 1      | Combinada (2010)                                                                                      |         | | 3        |
| Mireia Gonzàlez i Luna     | Natació sincronitzada            | 2   | Duets lliure i tècnic mixtes (2024)                                                      |        | |         | | 2        |
| Erika Villaécija i Garcia  | Natació                          | 1   | 4 x 200 metres lliure (2004)                                                             | 3      | 4 x 200 metres lliure (2002), 800 i 1500 metres lliure (2008)                                         | 2       | 1500 metres lliure (2010 i 2012) | 6        |
| Tina Fuentes i Fache       | Natació sincronitzada            | 1   | Combinada (2004)                                                                         | 3      | Equip (2004 i 2006) i combinada (2006)                                                                |         | | 4        |
| Meritxell Mas Pujadas      | Natació sincronitzada            | 1   | Rutina tècnica per equips (2024)                                                         | 2      | Combinada (2014) i rutina lliure per equips (2020)                                                    | 4       | Equip (2014), rutina lliure per equips (2016 i 2020) i rutina combinada (2018)                                                           | 7        |
| Berta Ferreras i Sanz      | Natació sincronitzada            | 1   | Rutina tècnica per equips (2024)                                                         | 1      | Rutina lliure per equips (2020)                                                                       | 7       | Rutina lliure per equips (2016), rutina lliure y tècnica mixta (2016 i 2018), rutina combinada (2018) i rutina tècnica per equips (2020) | 9        |
| Iris Tió i Casas           | Natació sincronitzada            | 1   | Rutina tècnica per equips (2024)                                                         | 1      | Rutina lliure per equips (2020)                                                                       | 2       | Rutina combinada (2018) i rutina tècnica per equips (2020)                                                                               | 4        |
| Laura Roca Montalà         | Natació                          | 1   | 4 x 200 metres lliure (2004)                                                             | 1      | 4 x 200 metres lliure (2002)                                                                          |         | | 2        |
| Melisa Caballero Ayasse    | Natació                          | 1   | 4 x 200 metres lliure (2004)                                                             | 1      | 4 x 200 metres lliure (2002)                                                                          |         | | 2        |
| Tatiana Rouba Bieniarz     | Natació                          | 1   | 4 x 200 metres lliure (2004)                                                             | 1      | 4 x 200 metres lliure (2002)                                                                          |         | | 2        |
| Pau Ribes i Culla          | Natació sincronitzada            |     |                                                                                          | 4      | Rutina lliure i tècnica mixta (2020 i 2022)                                                           | 4       | Rutina lliure i tècnica mixta (2016 i 2018)                                                                                              | 8        |
| Cristina Salvador Gonzàlez | Natació sincronitzada            |     |                                                                                          | 3      | Equip (2010) i combinada (2010 i 2014)                                                                | 2       | Equip (2014) i rutina lliure per equips (2016)                                                                                           | 5        |
| Santiago Esteva i Escoda   | Natació                          |     |                                                                                          | 2      | 100 i 200 metres esquena (1970)                                                                       | 2       | 400 i 1500 metres lliure (1970) | 4        |
| Jèssica Vall i Montero     | Natació                          |     |                                                                                          | 2      | 200 metres braça (2016 i 2018)                                                                        | 1       | 200 metres braça (2014) | 3        |
| Paula Ramírez Ibáñez       | Natació sincronitzada            |     |                                                                                          | 1      | Rutina lliure per equips (2020)                                                                       | 2       | Rutina combinada (2018) i rutina tècnica per equips (2020)                                                                               | 3        |
| David Meca i Medina        | Natació aigües obertes           |     |                                                                                          | 1      | 25 quilòmetres (2000)                                                                                 | 1       | 5 quilòmetres (2000) | 2        |
| Judit Ignacio i Sorribes   | Natació                          |     |                                                                                          | 1      | 200 metres papallona (2014)                                                                           | 1       | 200 metres papallona (2016) | 2        |
| Sara Levy Sellarés         | Natació sincronitzada            |     |                                                                                          | 1      | Combinada (2014)                                                                                      | 1       | Equip (2014) | 2        |
| Abril Conesa Prieto        | Natació sincronitzada            |     |                                                                                          | 1      | Rutina lliure per equips (2020)                                                                       | 1       | Rutina combinada (2018) | 2        |